# Municipio de White River (condado de Washington)
El municipio de White River (en inglés: White River Township) es un municipio ubicado en el condado de Washington en el estado estadounidense de Arkansas. En el año 2010 tenía una población de 960 habitantes y una densidad poblacional de 10,23 personas por km².

## Geografía
El municipio de White River se encuentra ubicado en las coordenadas 35°55′38″N 94°5′00″O / 35.92722, -94.08333. Según la Oficina del Censo de los Estados Unidos, el municipio tiene una superficie total de 93.81 km², de la cual 93,31 km² corresponden a tierra firme y (0,53 %) 0,49 km² es agua.

## Demografía
Según el censo de 2010, había 960 personas residiendo en el municipio de White River. La densidad de población era de 10,23 hab./km². De los 960 habitantes, el municipio de White River estaba compuesto por el 95,73 % blancos, el 0,21 % eran afroamericanos, el 0,83 % eran amerindios, el 0,63 % eran asiáticos, el 1,04 % eran de otras razas y el 1,56 % eran de una mezcla de razas. Del total de la población el 2,92 % eran hispanos o latinos de cualquier raza.